# Gozdna polževka
Gozdna polževka (znanstveno ime Hygrophorus nemoreus) je gliva iz rodu polževk (Hygrophorus).

## Značilnosti
Klobuk ima v premeru od 4 do 7 cm. Je svetlo rjave do oranžne barve s topo temnejšo grbico na sredini. Najprej je konveksen, nato se splošči in zaviha navzgor. Površina je suha in rahlo vlakanto kosmičasta. Rob je valovit.
Lističi so krem barve, s starostjo dobijo rožnato oker odtenek. So široki in dokaj razmaknjeni. Potekajo navzdol po betu.
Bet je visok od 5 do 9 cm in širok od 0,8 do 1,5 cm. V dnišču je bel, na vrhu je belkast ali podobne barve kot lističi in drobno vlaknato kosmičast. Valjast in pogosto ukrivljen; v dnišču ostro zožen.
Meso je belo in ima šibek vonj in okus po moki.

## Razširjenost in življenjski prostor
Je razmeroma pogosta. Raste pozno poleti in jeseni v listnatih gozdovih na alkalnih tleh, najraje v simbiozi s hrastom, najdemo pa ga tudi pod bukvami, gabrom, lesko in brezami.

## Mikroskopske značilnosti
Trosni odtis je bele barve. Trosi so solzaste oblike in merijo 6–8 x 4–5 μm.

## Podobne vrste
- pesniška polževka (Hygrophorus poetarum) je večja in nima nakosmičenega beta pod klobukom
- grmovnata polževka (Hygrophorus arbustivus) ne diši po moki
- travniška tratnica (Cuphophyllus pratensis) raste na travnikih in ima žilnato povezane lističe

## Uporabnost
Užitna.

## Galerija slik
- ilustracija
- lističi in bet
- trosi